# Ендокард

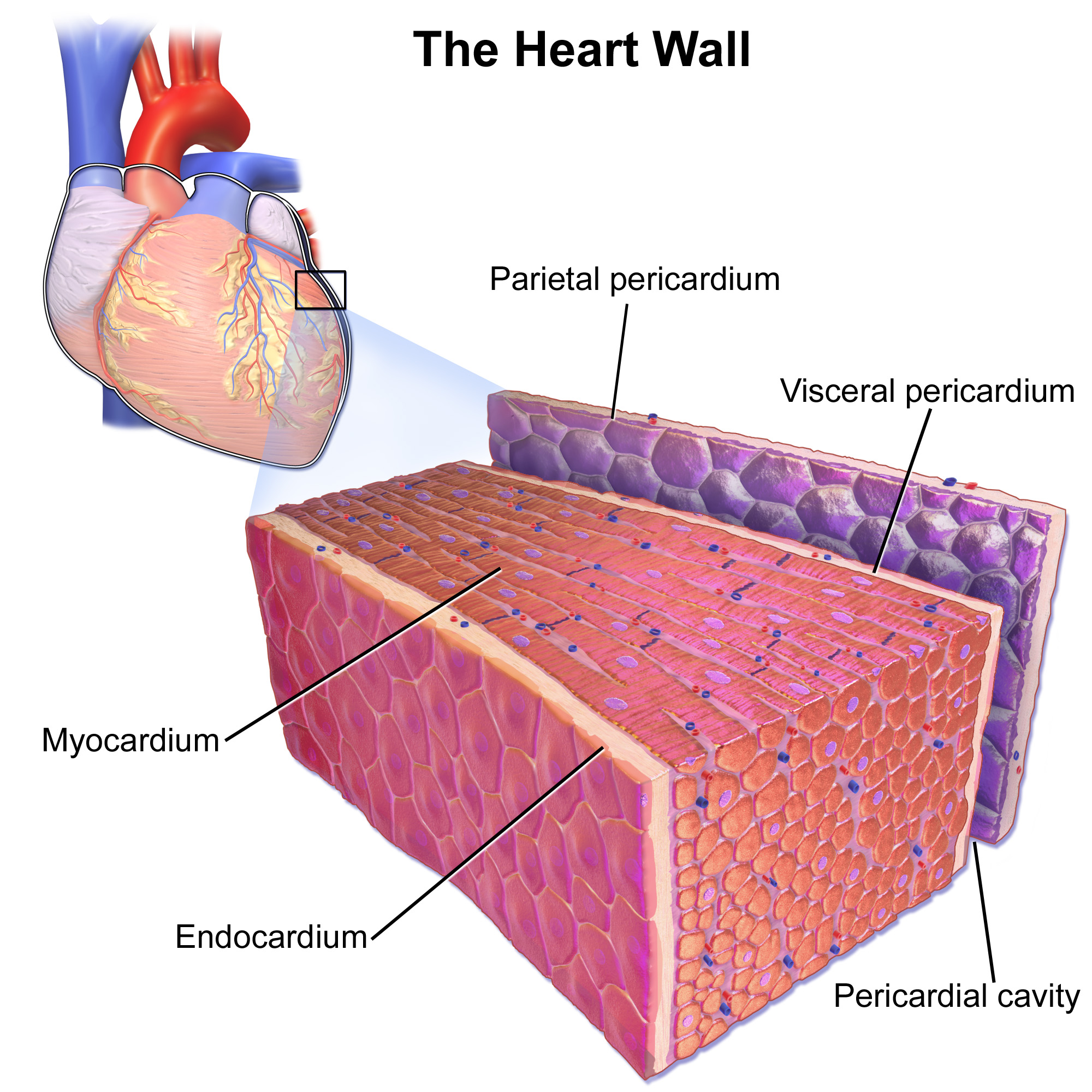
Ендокард

Ендокард (лат. endocardium; від endon — «всередині» і kardia — «серце») — внутрішній шар оболонки стінки серця хребетних; являє собою досить тонку сполучнотканинну оболонку, яка вистилає порожнину серця (його передсердя й шлуночки) та утворює стулки і півмісяцеві заслінки його клапанів. Ендокард передсердь товстіший, ніж шлуночків, але товстіший у лівих камерах серця, особливо в ділянках міжшлуночкової перегородки та вічок легеневого стовбура та аорти. Найтоншим шаром ендокард вкриває сухожилкові струни. Ендокард побудований із чотирьох шарів. Внутрішнім шаром є ендотелій, що утворений пласкими полігональними ендотеліоцитами, розміщеними на товстій базальній мембрані. Другим є сполучнотканинний підентоліальний шар (пухка сполучна тканина). У третьому м'язово-еластичному шарі, є багато еластичних волокон між якими містяться гладкі міоцити. Четвертий зовнішній сполучнотканинний шар, межує з міокардом і складається з товстих еластичних, колагенових і ретикулярних волокон. У цьому шарі є багато судин.
В енциклопедичній і медичній літературі першої половини XX століття і раніше, ендокард нерідко називають «ендокардій», зокрема в однойменній статті академіка А. С. Догеля в «ЕСБЕ».
Ендокард утворений ендотелієм, й вкритий ззовні сполучною тканиною з гладенькими м'язовими волокнами. Гладенька ендотеліальна стінка ендокарду сприяє більш легкому потоку крові, яка проходить через серце, а також перешкоджає утворенню тромбів.
Запалення внутрішньої оболонки серця називається ендокардит.